# Polvijärvi (sjö i Norra Karelen, lat 63,17, long 28,97)
Polvijärvi är en sjö i Finland. Den ligger i kommunen Juga i landskapet Norra Karelen, i den centrala delen av landet, 400 km nordost om huvudstaden Helsingfors. Polvijärvi ligger 170 meter över havet. Den är 34,7 meter djup. Arean är 1,84 kvadratkilometer och strandlinjen är 13,22 kilometer lång. Sjön  ingår i Vuoksens huvudavrinningsområde. 